# 森功至
森 功至（もり かつじ、本名同じ（旧芸名：森 深雪〈もり みゆき〉、田中雪弥）、1945年7月10日 - ）は、日本の声優、俳優、ナレーター。中華民国浙江省（現：中華人民共和国浙江省）出生、東京都中央区日本橋、文京区大塚仲町（現：東京都文京区大塚）出身。プラスワンカンパニー所属。

## 略歴
日本大学豊山高等学校中退。当時は仕事の忙しさ中に高校を中退してしまったという。
かつては、俳協、劇団河、青二プロダクション、自らが代表を務めていたオフィスもりに所属していた。

### 生い立ち
中華民国浙江省（現：中華人民共和国浙江省）で誕生し、終戦の1ヵ月ほど前に父の腕に抱かれて、母に背負われて中国大陸を南、東に移動し、海を渡る。終戦後の2歳くらいの時に親に連れられて故郷の東京都に戻り、東京都中央区日本橋のビルの谷間に建てられていたわずか一間の掘っ建て小屋に住む。父は建築関係の仕事を見つけて懸命に就職し、その後一家は東京都文京区大塚仲町（現：東京都文京区大塚）に焼け残っていた土蔵を買い取って転居。

### キャリア
10歳の時にラジオドラマ『少年猿飛佐助』の主役の一般公募に親が応募するが、面接通知が届いたのが面接翌日で、ひどく落胆した。それを見た親に連れられて児童劇団の入団試験を受け、児童劇団こじかに所属。子役として活動した。その時は森自身に意思はなく、親が子供を役者に仕立てて、一儲けを企んでいんだと語る。劇団入団後の初仕事はラジオドラマ『宇宙人類ノバ』の主役。3年後、俳協の前身である太平洋テレビジョンに移る。最初のアテレコは『ビーバーちゃん』のウォーリー役。15-6歳のころにNHKの時代劇『黒百合城の兄弟』に少年剣士役でレギュラー出演し、俳優活動を始める。当時の少年少女ファンの憧れの的となり、NHKに「みゆきという女性が男役を演じているのか」という問い合わせの手紙が届いていたほどの見事なボーイソプラノであり、美少年ぶりであったという。しかし大人に言われるがままスタジオに行って演技の繰り返しから「この世界にいてもいいんだろうか」と不安になり、壁にぶち当たったりした。それが原因で何回か役者を辞めた時期があり、俳協でデスクやマネージャー、『科学忍者隊ガッチャマン』放送終了後の1975年には30歳の時に金融会社のサラリーマンをやっていた経験がある。
顔出しの仕事も並行しながら『マッハGoGoGo』で主人公・三船剛を演じる。共演した大宮悌二、富山敬、愛川欽也らに影響を受け、「声の仕事を優先的にやりたい」と思い、富山が所属していて愛川が移籍したこともあって所属事務所を河の会に移す。
1970年 - 80年代はヒーローもの作品の多数出演していた。
元々は、当時の本名である田中深雪（たなか みゆき）で活動していたが、前述のとおり、女性に間違えられることがあったため、田中雪弥（たなか せつや）の芸名を用いた。子供の頃から「深雪」という名前は好きではなく、女の子のようで凄く嫌だったという。「田中雪弥」の名前の由来は、「時代劇にふさわしい名前に」と、本名の「深雪」がら雪を残し、ひそかに尊敬していた森繁久彌〈森繁久弥〉の「弥」の字を無断拝借してつなぎ合わせたものである。10代のときに軽自動車で交通違反をした際に、警察から本籍地に自身の本名である田中深雪の名前がないと連絡があって調べたところ、両親が籍を入れておらず戸籍上の姓が母方の姓である「森」であることが分かる。その後付き合っていた女性と結婚したかったことから、その女性の父でもある易学の教師にゴマをすって「気にいれなきゃいけない」と思い、名前を見てくれたこと、本名である森深雪（もり みゆき）で活動しようとしたが、森深雪という名が「森の中で深い雪に閉ざされ、一生陽の目を見ない名前」と姓名判断で言われたため、森功至（もり かつじ）の芸名を用いるようになり、その後裁判所で本名も森功至に改名した。
40歳を過ぎてナレーターとしての活動も開始。「どうやって自分を生かしていけばいいんだろうか」と考えていたが、企業プロモーションビデオのナレーションから、当時ワイドショーなどが放映され始めた時期で、生ナレーションをやらせてもらうようになった。初めて生ナレーションしたときには強いプレッシャーを感じ、全身の筋肉が硬直して原稿を持つ手が震えから、ペーパーノイズがマイクに乗るんじゃないかと思うような状態で、何を読んだのかまったく記憶に無いという。

### 現在まで
2013年の第7回声優アワードで、タツノコプロ50周年としてシナジー賞を受賞。
50歳後半になって、所属していた青二プロダクションを退所し自らが代表を務めるオフィスもりを設立。オフィスもりの声優研究所であるVoice-1 アカデミーで講師を務め、後進の指導にあたっていたが、オフィスもりは2018年6月27日に東京地方裁判所から破産手続開始決定を受けた。

## 特色
声種はテノール。アニメ黎明期よりヒーローを演じ、活躍している。1970年から1980年代の「ヒーロー声優」として名を馳せており、主役級のキャラクターを多数演じている。

## 人物
『マッハGoGoGo』出演当時、軽自動車免許が16歳で取得可能だったため、免許取得当日に購入した軽自動車をディーラーから受け取り、そのまま東京まで仕事に行ったことがある。
趣味は旅行、パソコン。特技はギター。1985年には未だ黎明期で非常にマイナーな時期のパソコン通信「アスキーネットacs実験システム」に「Makonosuke」のハンドル名で参加、ネットワーク活動を開始している。やや遅れて参加した古谷徹が当初からカリスマ的存在だったのに対し、彼はその気取らない親しみのあるキャラクターで「気さくなオヤジ」的存在として、参加者の大きなウエイトを占める技術集団からの信望も厚かった。
森が『美少女戦士セーラームーン』で演じたネフライトは敵役ではあるが、物語の中で月野うさぎの親友・大阪なるとの間に恋が芽生えるというアニメオリジナルのストーリーが展開される。しかし、ネフライトはアニメの第24話で、ゾイサイトの配下の攻撃からなるを庇ったために致命傷を負い、なるに嘘をつき続けたことを詫びながら絶命してしまう（原作のネフライトはセーラージュピターに倒されている）。このシーンでは、なるを演じた柿沼紫乃が役に入り込みすぎたために号泣してしまい、何度もNGを出してしまうという出来事があった。柿沼は後に「森さんとスタッフの方々に大変迷惑をかけてしまった」と語ったが、森はこの一件に対して、「役者冥利に尽きる感じです」と高く評価している。
2008年4月6日放送の『大胆MAP』（顔を見てみたいアニメキャラクター30人全部見せちゃうよ! 春の撮れたて新作SP）に『機動戦士ガンダム』のガルマ・ザビ役、『科学忍者隊ガッチャマン』の大鷲の健役として紹介されたが、調査員の品川祐の「カメラの前で顔出しをして欲しい」との交渉に対して森本人が顔を出すことに難色を示し、横顔を出した状態で顔出しを行った。同日に更新された 「旧もりもり日記」 によると、「一家団欒の中で見るテレビではあのアニメの役をやっている森功至は出るべきではない。それが私の考え方であり拘りなのである」と述べていることから、森本人の「（テレビに顔を出すことによって）子供の夢を壊したくない」という考え方が垣間見える。
ただし、ナレーターを務めていた『マジカル頭脳パワー!!』で顔出しをしたことがあった。1999年4月22日に放送されたコーナー「いじわる実験室」において「私は赤い眼鏡と黄色い眼鏡と青い眼鏡をしています。さて私は誰でしょう?」という問題が出題された。「信号機」と言いそうな問題だが実際の答えは赤・黄・青の眼鏡をかけた森本人であり、ほとんどの回答者が誤答を連発しなかなか正解が出ないため森が説明した。また1999年9月16日に放送された最終回にも、総合演出の五味一男と談笑しているシーンが一瞬ながら公開された。2001年12月29日に放送された復活スペシャルの1週間前の12月22日に放送された『スーパースペシャル2001・総制作費30億!!日テレ年末年始スペシャルのオイシイ所ジョージが全て見せますペシャル』でも所ジョージ打倒の鉢巻きをしながら問題を出題している様子が流された。
2011年1月11日放送のフジテレビ『FNNスーパーニュース』やテレビ朝日『スーパーJチャンネル』などのニュース番組で、「全国の児童養護施設等に“伊達直人”名義でランドセルや現金等の寄付が送られているニュース」に関連し、「伊達直人の声を担当した事もある声優」との紹介でインタビュー形式で顔出しでコメントをしている姿が放映された。また、1月13日のフジテレビ『とくダネ!』にはスタジオに生出演。各地の寄付品に添えられていた「伊達直人からの手紙」の一部を朗読した。この騒動で、本来の担当声優である富山敬が既に故人で代役を担当した自分にコメントを求める取材が集中したことに対して恐縮し困惑したとの心境がブログで語られた。悩みに悩んだ結果、取材を受けたが、東京キー局すべてから取材を受けたことに対して「思ってもみなかったこと」との感想や、改めて「声のドリームセーラーマンだから今後もバラエティ番組に顔出ししないつもり」との心境を語った。
一龍斎春水とは誕生日が同じであり、『J9シリーズ』で共演している。上田みゆきとは声優業界での唯一の幼友達であり、出会いは児童劇団時代だった気がしているという。当時、上田が出演していた夕方で放送されていた子供向けの番組に森が出演した際、スタジオのロビーには色々な児童劇団の子役がいたが、そこで上田とも知り合うようになったという。
弟がいる。

## 出演
太字はメインキャラクター。

### テレビアニメ
1967年
- マッハGoGoGo（第1作）（三船剛）※田中雪弥名義

1968年
- サイボーグ009（第1作）（009）※田中雪弥名義

1969年
- アタックNo.1（一ノ瀬努、竜二、湯島二郎、予告ナレーション）
- 巨人の星
- ゲゲゲの鬼太郎（第1作）

1970年
- 赤き血のイレブン（青田光）
- 男どアホウ甲子園（岩風五郎〈初代〉）
- タイガーマスク（1970年 - 1971年、タイガーマスク / 伊達直人〈第32話 - 第39話〉、ロク〈少年時代〉、ハンス・ストライザー）
- ばくはつ五郎（安西）

1971年
- アニメンタリー 決断
- アパッチ野球軍（大学）
- さすらいの太陽（バンドのメンバー）
- さるとびエッちゃん

1972年
- 海のトリトン（イルカ）
- 科学忍者隊ガッチャマン（1972年 - 1974年、ケン / ガッチャマン）
- ゲゲゲの鬼太郎（第2作）
- アニメドキュメント ミュンヘンへの道
- ムーミン（ピチャム）
- モンシェリCoCo（ジェローム）

1973年
- 赤胴鈴之助
- エースをねらえ!（1973年 - 1974年、藤堂貴之）
- キューティーハニー（1973年 - 1974年、早見青児）
- 荒野の少年イサム
- 新造人間キャシャーン（マリーノ）
- ミクロイドS（リッキー、シナール）

1974年
- ゲッターロボ（早田信一）
- 柔道讃歌（巴突進太）
- 魔女っ子メグちゃん

1975年
- アラビアンナイト シンドバッドの冒険（胡椒が欲しい息子、船員、ハルシャー）
- イルカと少年（ヤン少年）
- 宇宙の騎士テッカマン（南城二）
- ガンバの冒険（クリーク）
- ゲッターロボG（坂崎、暴竜鬼（イサム）、蛇王鬼）
- はじめ人間ギャートルズ
- 勇者ライディーン（ジャガー）
- ラ・セーヌの星（ピオニー、アラン）

1976年
- 恐竜探険隊ボーンフリー（北山丈二）
- タイムボカン（ジェロニモ）
- ブロッカー軍団IVマシーンブラスター（鉄也）
- UFOロボ グレンダイザー（コマンダーイアラ）

1977年
- 一発貫太くん（勝田）
- 恐竜大戦争アイゼンボーグ（ナレーター、大村一人、ムサシ）
- 超合体魔術ロボ ギンガイザー（帝王カインダーク、番人A、兵士B）
- ドカベン（1977年 - 1979年、土井垣将）
- 無敵超人ザンボット3（1977年 - 1978年、神江宇宙太）
- ヤッターマン（1977年 - 1978年、ホセ、尻陰の末津庫）

1978年
- 科学忍者隊ガッチャマンII（1978年 - 1979年、大鷲の健）
- 女王陛下のプティアンジェ（ジャン）
- 新・エースをねらえ!（藤堂貴之）
- 超電磁マシーン ボルテスV（ベルナール）
- はいからさんが通る（伊集院忍 / サーシャ・ミハイロフ）

1979年
- 円卓の騎士物語 燃えろアーサー（ポール）
- 科学忍者隊ガッチャマンF（1979年 - 1980年、大鷲の健）
- 科学冒険隊タンサー5（ジョニー 霧野）
- 機動戦士ガンダム（ガルマ・ザビ）
- サイボーグ009（第2作）（ブラウン）
- ゼンダマン（ジンギスカン、ジャマダ長政、ディンゴ）
- ドラえもん（テレビ朝日版第1期）
- ベルサイユのばら（1979年 - 1980年）
- 無敵鋼人ダイターン3（キドガー）
- 野球狂の詩（北大路）

1980年
- がんばれ元気（関拳児）
- 銀河鉄道999（マスク）
- タイムパトロール隊オタスケマン（シーサー）
- 鉄腕アトム (アニメ第2作)（アトラス）
- トム・ソーヤーの冒険（アーサー・オコーナー）

1981年
- 銀河旋風ブライガー（1981年 - 1982年、スティーブン・ボウィー）
- 最強ロボ ダイオージャ（スリム）
- 釣りキチ三平（哲也）
- ハロー!サンディベル（アレック・ピーターソン記者）
- ぼくらマンガ家 トキワ荘物語（赤塚）
- ヤットデタマン（ターサン）

1982年
- あさりちゃん（森野二浪、踏切番、プリンス、社員A）
- おちゃめ神物語コロコロポロン（エピアルテス）
- 機甲艦隊ダイラガーXV（ワルター・ジャック）
- 銀河烈風バクシンガー（佐馬之介・ドーディ〈かっ飛びの佐馬〉）
- ゲームセンターあらし（ミッキー）
- 戦闘メカ ザブングル（ビエル）
- パタリロ!（エディ、フー）
- 魔境伝説アクロバンチ（ヘンリー中尉）

1983年
- 愛してナイト（大川里美）
- 銀河疾風サスライガー（ビート・マッケンジー〈おとぼけビート〉）
- 光速電神アルベガス（ロイド、玉三郎）
- ストップ!! ひばりくん!（椎名）
- ナイン2 恋人宣言（加納）
- プラレス3四郎（笹本）
- まんが日本史（道鏡、平将門、平宗盛、日蓮、足利義教、織田信雄、羽柴秀次）
- みゆき（香坂健二）
- 未来警察ウラシマン（アレック）

1984年
- ガラスの仮面（1984年）（速水真澄〈2代目〉）
- 大自然の魔獣バギ（セメン・ボンド）
- ビデオ戦士レザリオン（インスパイア、ギャリオ、第2部〈24話以降〉ナレーション）

1985年
- ダーティペア（ダニエル）
- 超獣機神ダンクーガ（バズル）
- 北斗の拳（1985年 - 1986年、ザリア、シュウ）
- ルパン三世 PARTIII

1986年
- ゲゲゲの鬼太郎（第3作）（記者、オサム）
- 青春アニメ全集（道久）
- ハイスクール!奇面組（渡竹勝利）
- プロゴルファー猿（ホワイトベア）

1987年
- 聖闘士星矢（カペラ、ジェミニ）
- ドラゴンボール（パンプット）
- トランスフォーマー ザ☆ヘッドマスターズ（1987年 - 1988年、ウィアードウルフ）
- 北斗の拳2（1987年 - 1988年、若きジュウケイ、シュウ）

1988年
- 魁!!男塾（赤石剛次）
- 新グリム名作劇場（王子）
- 闘将!!拉麵男（ラーメンマン）
- トランスフォーマー 超神マスターフォース（1988年 - 1989年、ホーク / メタルホーク）

1989年
- 美味しんぼ（1989年 - 1990年、松垣、沢矢選手）
- キテレツ大百科（1989年 - 1991年、奉行、キテレツ斎〈青年期〉 / ジャポネ）
- 戦え!超ロボット生命体 トランスフォーマーV（ホーク）
- ビリ犬なんでも商会（大岩）

1990年
- ドラゴンクエスト（1990年 - 1991年、ジキド）
- ドラゴンボールZ（ネイル）

1991年
- トラップ一家物語（ヴァスナー神父）
- 21エモン（主人）
- ハイスクールミステリー学園七不思議（杉村完二）
- らんま1/2 熱闘編（浦吉三吉）

1992年
- 美少女戦士セーラームーン（ネフライト）

1993年
- GS美神（ブラドー伯爵）
- ツヨシしっかりしなさい（ヤクザ）

1995年
- ご近所物語

2002年
- キディ・グレイド（ルノー）

2003年
- 京極夏彦 巷説百物語（円海）
- 名探偵コナン（2003年 - 2009年、風見良輝、鍋井永貴）

2004年
- 蒼穹のファフナー Dead Aggressor（ミツヒロ・バートランド）

2005年
- うえきの法則（小林先生〈コバセン〉）
- 戦国英雄伝説 新釈 眞田十勇士 The Animation（井伊兵部少輔直政）

2008年
- RD 潜脳調査室（波留真理）
- テイルズ オブ ジ アビス（モース）
- ヤッターマン（第2作）（三船剛、ガッチャマン / 大鷲の健）
- ロザリオとバンパイア CAPU2（萌香父）

2009年
- ゴルゴ13（デビッド・ロックフォード）

2010年
- 刀語（四季崎記紀）
- 閃光のナイトレイド（板垣征四郎）
- ぬらりひょんの孫（隠神刑部狸）
- パンティ&ストッキングwithガーターベルト（アーサー）

2011年
- SKET DANCE（武光奮蔵）

2013年
- ガッチャマン クラウズ（2013年 - 2015年、J・J・ロビンソン） - 2シリーズ
- THE UNLIMITED 兵部京介（早乙女英治）
- ポケットモンスター THE ORIGIN（オーキド博士）

2014年
- Z/X IGNITION（綾瀬の父）
- それいけ!アンパンマン（2014年 - 2023年、サンタクロース〈2代目〉）

2016年
- 機動戦士ガンダムUC RE:0096（ダイナーの老主人）
- Bloodivores（長老会）

2017年
- 鬼平（親英）

2018年
- Cutie Honey Universe（如月猛）

2019年
- おどるモワイくん（モワイくん）

2021年
- 遊☆戯☆王SEVENS（アサナの曽祖父）
- 闘神機ジーズフレーム（レイ・バーク将軍）

2022年
- 惑星のさみだれ（ロン＝ユエ）
- てっぺんっ!!!!!!!!!!!!!!!（じいや）

2023年
- 便利屋斎藤さん、異世界に行く（王様）
- 実は俺、最強でした?（ジルク）
- 聖剣学院の魔剣使い（ネフィスガル）

2024年
- 休日のわるものさん（サンタさん）
- 狼と香辛料 MERCHANT MEETS THE WISE WOLF（村長）

2025年
- ぬきたし THE ANIMATION（謎の声）

### 劇場アニメ
1970年
- アタックNo.1（一ノ瀬努）
- アタックNo.1 涙の回転レシーブ（一ノ瀬努）

1971年
- アタックNo.1 涙の不死鳥（一ノ瀬努）

1975年
- これがUFOだ!空飛ぶ円盤（トーマス・F・マンテル大尉）

1978年
- 科学忍者隊ガッチャマン（大鷲の健）

1979年
- エースをねらえ!（藤堂貴之）
- 野球狂の詩 北の狼南の虎（王島大介）

1980年
- 世界名作童話 森は生きている（四月の精）

1981年
- 機動戦士ガンダム（ガルマ）
- ゆき

1982年
- あさりちゃん 愛のメルヘン少女（王子）
- FUTURE WAR 198X年

1983年
- ザブングル グラフィティ（ビエル）
- はだしのゲン（政二）

1985年
- オーディーン 光子帆船スターライト（伊丹光男）

1986年
- アモン・サーガ（アルカン）

1987年
- 勝利投手（高橋記者）
- 新メイプルタウン物語 パームタウン編（ジョージ）
- ダーティペア（カースン）

1988年
- 機動戦士SDガンダム（ガルマ）
- 銀河英雄伝説 わが征くは星の大海（ミッターマイヤー）
- 魁!!男塾（赤石剛次）
- 聖闘士星矢 真紅の少年伝説（ジャオウ）
- 闘将!!拉麵男（ラーメンマン）

1989年
- 聖闘士星矢 最終聖戦の戦士たち（ベルゼバブ）

1990年
- ドラえもん のび太とアニマル惑星（ニムゲの総長）

1993年
- 銀河英雄伝説 新たなる戦いの序曲（ミッターマイヤー）
- 獣兵衛忍風帖（半佐）

2000年
- 機動戦士ガンダム 特別版（ガルマ・ザビ）
- 機動戦士ガンダムII 哀・戦士編 特別版（ガルマ・ザビ）

2004年
- 名探偵コナン 銀翼の奇術師（成沢文二郎）

2014年
- 宇宙戦艦ヤマト2199 星巡る方舟（桐生悟郎）

2017年
- 劇場版 はいからさんが通る 前編 〜紅緒、花の17歳〜（ナレーション）

2018年
- フリクリ オルタナ（デニス用賀）

### OVA
1987年
- ダーティペア（キャライン）

1988年
- 機甲猟兵メロウリンク（シュエップス）
- 銀河英雄伝説（ウォルフガング・ミッターマイヤー）
- 遠山桜宇宙帖 奴の名はゴールド（イオン・プレンマツ）

1989年
- イース（ダルク・ファクト）
- 魔龍戦紀（里椋）

1990年
- 気ままにアイドル
- 地上最強のエキスパートチーム G.I.ジョー ザ・ムービー（ファルコン）

1991年
- ビー・バップ海賊版（ヒロシ）
- ロードス島戦記（シャダム）

1992年
- イース 天空の神殿〜アドル・クリスティンの冒険（ダルク・ファクト）

1993年
- ジョジョの奇妙な冒険（1993年 - 2002年、ジャン＝ピエール・ポルナレフ）

1994年
- タイムボカン王道復古（大鷲の健、テッカマン）

1996年
- 僕のセクシャルハラスメント（ウィリアム・ロジャーズ / ビル）

2010年
- 機動戦士ガンダムUC（ダイナーの老主人）

2012年
- テイルズ オブ シンフォニア THE ANIMATION 世界統合編（オリジン）

### ゲーム
1989年
- イースI・II（ダルク・ファクト）
- 天外魔境 ZIRIA（幻王丸、千葉シュウサク）

1993年
- ダンジョンエクスプローラーII（フォルゴーン）
- マジクール（フィンデル）
- 魔物ハンター妖子 〜遠き呼び声〜（グレン）

1994年
- 美少女戦士セーラームーン（ネフライト）

1995年
- 北斗の拳（シュウ）

1996年
- GUNDAM 0079 THE WAR FOR EARTH（ガルマ・ザビ）
- 機動戦士ガンダム ver.2.0（ガルマ・ザビ）

1997年
- 熱砂の惑星（マイク）
- 雷弩機兵ガイブレイブ（ゲゲン中隊長）

1998年
- SDガンダム GGENERATION（1998年 - 2025年、ガルマ・ザビ、連邦パイロット / 兵〈ZERO・F〉） - 12作品
- 機動戦士ガンダム ギレンの野望（ガルマ・ザビ）

1999年
- スーパーロボット大戦コンプリートボックス（ガルマ・ザビ、ラテル・アクロス）

2000年
- ガイアマスター（ダンテ）
- 機動戦士ガンダム（ガルマ・ザビ）
- 機動戦士ガンダム ギレンの野望 ジオンの系譜（ガルマ・ザビ）
- 決戦（石田三成）
- タツノコファイト（大鷲の健、テッカマン〈南城二〉）
- 北斗の拳 世紀末救世主伝説（シュウ）

2001年
- ラクガキ王国（門番、帝国兵士）
- 決戦II（孫権）
- スーパーロボット大戦α外伝（スティーブン・ボウィー、ビエル）

2002年
- 機動戦士ガンダム ギレンの野望 ジオン独立戦争記（ガルマ・ザビ）

2003年
- 激闘プロ野球 水島新司オールスターズVSプロ野球（土井垣将）
- 第2次スーパーロボット大戦α（コマンダー・キドガー）
- ロックマンX7

2004年
- スーパーロボット大戦GC（ガルマ・ザビ、スティーブン・ボウィー、佐馬之介・ドーディ、ビート・マッケンジー）

2005年
- 機動劇団はろ一座 ガンダム麻雀DS 親父にもアガられたことないのに!（ガルマ・ザビ）
- 魁!!男塾（赤石剛次）
- ドラゴンボールZ3（ネイル）

2006年
- うえきの法則 倒すぜロベルト十団!!（小林先生〈コバセン〉）
- スーパーロボット大戦XO（ガルマ・ザビ、スティーブン・ボウィー、佐馬之介・ドーディ、ビート・マッケンジー）

2007年
- 機動劇団はろ一座 ガンダム麻雀+Ζ さらにデキるようになったな!（ガルマ・ザビ）
- ドラゴンボールZ スパーキング!メテオ（ネイル）
- Purely 〜その狭い青空を見上げて〜（河之辺叔夜）

2008年
- 機動戦士ガンダム ギレンの野望 アクシズの脅威（ガルマ・ザビ）
- タツノコ VS. CAPCOM CROSS GENERATION OF HEROES（大鷲の健、テッカマン）

2009年
- 機動戦士ガンダム ギレンの野望 アクシズの脅威V（ガルマ・ザビ）
- スーパーロボット大戦NEO（スティーブン・ボウィー）

2011年
- 機動戦士ガンダム オンライン（ガルマ）
- 機動戦士ガンダム 新ギレンの野望（ガルマ・ザビ）

2012年
- 機動戦士ガンダム 木馬の軌跡（ガルマ・ザビ）

2013年
- 真・ガンダム無双（ガルマ・ザビ）
- スーパーロボット大戦Operation Extend（ガルマ・ザビ）
- 真剣で私に恋しなさい!A（津軽海経）

2015年
- 機動戦士ガンダム エクストリームバーサス フォース（ガルマ・ザビ）

2016年
- 銀河英雄伝説タクティクス（ウォルフガング・ミッターマイヤー）

2018年
- スーパードラゴンボールヒーローズ（ルシフェル）

2019年
- ガンダムネットワーク大戦（ガルマ・ザビ）

### ドラマCD
- インフェリウス惑星戦史外伝 CONDITION GREEN（アストラ）
- Weiß kreuzシリーズ（紫苑）
  - Weiß kreuz Dramatic Collection II ENDLESS RAIN
  - Weiß kreuz Dramatic Precious
- うえきの法則シリーズ（小林先生（コバセン））
  - CDドラマ うえきの法則 The Law Of Drama!. 容疑者・植木耕助の法則
  - うえきの法則 The Law Of Robert's 10 ロベルト十団スペシャル
- エリア88（神埼悟）
- エロイカより愛をこめて(ドラマレコード)（Z）
- オジサマ専科Vol.9 The Noble Class〜可憐な相続人〜（美濃部綾人）
- 5000光年の虎（将軍）
- CDドラマコレクションズ 三國志（孫権仲謀）
- 集英社カセットコミックシリーズ 魁!!男塾2 死闘!冥凰島決勝トーナメント（蒼傑）
- 花鎮の饗（真木博人 / ナレーション）
- パラサイト・イヴ（吉住貴嗣）
- 未来放浪ガルディーン（アナウンサー）
- 有閑倶楽部('89年）（菊正宗清四郎）

### オーディオブック
- 流（2017年、尊麟）

### 吹き替え

#### 担当俳優
ヴィクター・ガーバー
- アローバース（マーティン・シュタイン / ファイヤーストーム）
  - THE FLASH/フラッシュ
  - レジェンド・オブ・トゥモロー
  - インベージョン! 最強ヒーロー外伝

- ナース・ジャッキー（ナターマン）

ジム・ブロードベント
- クリスマスとよばれた男の子（ファザーヴォデル）
- ドクター・ドリトル（トーマス・バッジリー卿）
- ハリー・ポッターシリーズ（ホラス・スラグホーン）
  - ハリー・ポッターと謎のプリンス
  - ハリー・ポッターと死の秘宝 PART1
  - ハリー・ポッターと死の秘宝 PART2

- ミス・シェパードをお手本に（アンダーウッド警官）※ソフト版

#### 映画
- アメリア 永遠の翼
- 怒りの葡萄
- キャリー（ジョン[93]）
- 殺し屋ハリー/華麗なる挑戦（トニー）
- ゴーン・ガール（ランド・エリオット〈デヴィッド・クレノン〉）
- ジャッカルの日（キャロン〈デレク・ジャコビ〉）※日本テレビ版（思い出の復刻版ブルーレイに収録）
- ジュマンジ/ウェルカム・トゥ・ジャングル（ヴリーク〈ティム・マシスン〉[94]）
- ジュラシック・ワールド/炎の王国（シャーウッド上院議員〈ピーター・ジェイソン〉[95]）
- スター・ウォーズ エピソード5/帝国の逆襲 ※劇場公開版（DVDリミテッドエディション収録）
- スピード・レーサー（ベン・バーンズ〈リチャード・ラウンドトゥリー〉）
- 青年（ニック・アダムス〈リチャード・ベイマー〉）
- 底抜け大学教授
- 誰が為に鐘は鳴る（アンドレス〈エリック・フェルダリー〉）※TBS版
- 隣の家の少女（デヴィッド・モラン〈ウィリアム・アザートン〉）
- ドミノ（カール〈ジェフ・フェイヒー〉[96]）
- バットマン オリジナル・ムービー（ディック・グレイソン / ロビン）※旧放映版
- パトリオット・デイ（ジェフ・ピュジリーズ〈J・K・シモンズ〉）
- ヒットマン:エージェント47（リトヴェンコ〈キアラン・ハインズ〉）
- マーズ・アタック!（ドナルド・ケスラー教授〈ピアース・ブロスナン〉）※ソフト版
- マペットの夢みるハリウッド（ビッグバード、美人コンテストの司会者〈エリオット・グールド〉）※LD版
- ミッドウェイ（トム・ガース少尉〈エドワード・アルバート〉）※TBS版
- ミラーズ2（マックスの父〈ウィリアム・カット〉）
- 夜の大捜査線 ※NET版（BD収録）
- ロビン・フッド（ウィリアム・マーシャル〈ウィリアム・ハート〉）

#### ドラマ
- アウトランダー（コラム・マッケンジー〈ゲイリー・ルイス〉）
- エレメンタリー ホームズ&ワトソン in NY
- NCIS 〜ネイビー犯罪捜査班（大統領）
- 刑事コロンボ アリバイのダイヤル（エリック・ワグナー〈ディーン・ストックウェル〉）
- コールドケース6（ジャック・ガルトン）
- THE TUDORS〜背徳の王冠〜（ダーシー卿）
- 新アウターリミッツ（サム・スタイン〈マーク・ハミル〉）
- スパイ大作戦 一千万ドル強奪事件（刑務所診療所の受付）
- スペース1999（トニー・ベルデッシ）※第2シーズンのみ
- ジム・ヘンソンのストーリーテラー（看守 / 町触れの人〈ロビン・サマーズ〉、村の男たち）
- ZeroZeroZero 宿命の麻薬航路（ドン・ミーノ〈アドリアーノ・キアラミダ〉[97]）
- 続ハリーズ・ロー 裏通り法律事務所（スコット校長）
- 逃亡者 #114
- PERSON of INTEREST 犯罪予知ユニット（ジャンニ・モレッティ〈マーク・マーゴリス〉、バーニー・サリヴァン刑事〈ダン・ヘダヤ〉）
- バーン・ノーティス 元スパイの逆襲（ジェイコブ〈ヤンシー・アリアス〉）
- ブルーブラッド 〜NYPD家族の絆〜（フランク・ルッソ市長〈ブルース・アルトマン〉）
- ホワイトカラー（リース・ヒューズ〈ジェームズ・レブホーン〉）
- ロックフォードの事件メモ

#### アニメ
- アドベンチャー・タイム
- イエロー・サブマリン（ポール・マッカートニー）
- スター・ウォーズシリーズ
  - イウォーク物語（ゴルニーシュの部下）※DVD版
  - スター・ウォーズ ドロイドの大冒険（ニルズ・ヨム）※DVD版
- まんがバットマン（ロビン）
- 魔法の剣 キャメロット（ライオネル）

#### 人形劇
- きかんしゃトーマス（乗客、ジェームス、ジェレマイア・ジョブリング、男の乗客、作業長、ローリー2の運転手）※フジテレビ版
  - 劇場版 きかんしゃトーマス 魔法の線路（ジェームス）
- キャプテン・スカーレット
  - ホワイト大佐を守れ!（ボブ・リン、パイロット）
  - 大統領を守れ!（管制官）
- フラグルロック

### 特撮
- SFドラマ 猿の軍団（チンパニストの声）
- Xボンバー（ハレーの声）
- 恐竜大戦争アイゼンボーグ（ナレーター、ムサシの声）
- 恐竜探険隊ボーンフリー（北山丈二の声）
- チビラくん（ネコロンダー王国兵士B、ポニー（オス）の声）※ネコロンダー王国兵士Bは顔出し出演

### ラジオ
- TOYOTA SUPER COUNTDOWN 50（集計ルームでのレポート担当）
- ラジオドラマ・エメラルドドラゴン（ティリダテス）
- 日曜バラエティ体当たり大放送（1979年-1980年 KBCラジオ）※メインパーソナリティ

### ナレーション
- NHK特集「17年間休まなかった男〜衣笠祥雄の野球人生〜」（NHK、1986年）
- 決定版 SL大図鑑(NHK、2007年)
- タモリのボキャブラ天国
- ウッチャンナンチャンの炎のチャレンジャー これができたら100万円!!
- 史上最強のメガヒットカラオケBEST100 完璧に歌って1000万円!!
- 紺野美沙子の科学館
- 発掘!あるある大事典→発掘!あるある大事典II
- ビートたけしのお笑いウルトラクイズ
- マジカル頭脳パワー!!
- スーパークイズスペシャル
- 速報!歌の大辞テン
- いきなり!黄金伝説。
- よゐこの無人島0円生活
- 信ジラレナイ99連発
- EZ!TV
- めざましテレビ
- めざましどようび

### テレビドラマ
- まぼろし探偵 第23話「海王星から来た少年」（1959年） - 海王星の少年 ※田中深雪名義
- 快傑ハリマオ 第4部「南蒙の虎」（1961年） - 少年カサル ※田中深雪名義
- 黒百合城の兄弟（1961年 - 1962年）※田中雪弥名義
- 月曜日の男「ある殺し屋の死」（1964年）※田中雪弥名義
- 特別機動捜査隊 第293話「飛び散る青春」（1967年） - 草間

### バラエティ
- マジカル頭脳パワー!!（日本テレビ）※1999年4月22日・9月16日放送分（最終回）にて数秒間顔出し出演
- スーパースペシャル2001・総制作費30億!!日テレ年末年始スペシャルのオイシイ所ジョージが全て見せますペシャル（2001年12月22日、日本テレビ）※VTRにて数秒間顔出し出演

### 舞台
- レジェンドオブふなっしー（2016年6月30日 - 7月31日、DMM VR THEATER） - バニャール 役（声の出演）[98]

### CM
- クローバー ザンボット3 コンビネーションプログラムJr.（1977年）
- ビック東海 チェスター・フィールド “暗黒神への挑戦”（1987年）
- バンダイ SDガンダムGX（1994年）

### その他コンテンツ
- FNNスーパーニュース（2011年1月10日 フジテレビ）
- スター・ツアーズ（レッド・リーダー）
- スーパーJチャンネル（2011年1月11日 テレビ朝日）
- ワイド!スクランブル（2011年1月11日、テレビ朝日）
- 朝日新聞（2011年1月11日、「広がるタイガーマスク運動」朝刊35面、顔出し不可インタビュー）

「全国の児童養護施設等に“伊達直人”名義の匿名寄付が続くニュース」についての顔出しコメント（テレビ朝日では「初代タイガーマスク」と書かれているが、富山敬の代役出演である）。